# BBC First
BBC First é um canal de televisão por assinatura com entretenimento, programação de comédia, crime e drama, originário do Reino Unido e principalmente da BBC. O canal é operado pela BBC Studios. O canal começou a ser lançado internacionalmente em 2014, sendo lançado pela primeira vez na Austrália.

## História
Em outubro de 2013, a BBC anunciou que em 2014 lançaria três novas marcas: BBC Earth, BBC First e BBC Brit, com o BBC First dedicado à programação de comédia e drama.

## Lançamento internacional

### Europa

#### Europa Central e Oriental
A BBC First estreou como canal linear na Polônia em 26 de outubro de 2018, substituindo a BBC HD.
Comentando sobre o desenvolvimento, Jacek Koskowski, gerente geral e vice-presidente da Polônia, BBC Studios, disse: “Estamos vivendo uma era de ouro do drama britânico, com talentos extraordinários, produzindo algumas das melhores TVs do mundo. Aumentar as horas de drama na BBC HD foi parte integrante do crescimento recente desse canal e agora estamos indo além, trazendo ainda mais aos espectadores o que eles desejam. Juntamente com a adição de legendas em polonês e inglês pela primeira vez, estou muito satisfeito por apresentar um canal dedicado ao drama premium na Polônia ”. BBC First foi lançado pela primeira vez na Croácia, Macedônia e Eslovênia em 1 de abril de 2019.

### Oceania

#### Austrália
Em 17 de abril de 2013, foi anunciado que a BBC havia firmado um novo acordo exclusivo com a provedora de televisão por assinatura australiana Foxtel, que lançaria um novo canal que apresentaria conteúdo de comédia e drama, com triagem de programação o mais próximo possível da transmissão original do Reino Unido possível. Mais tarde foi anunciado que o novo canal seria chamado BBC First, uma nova marca global que seria lançada em 2014, com a Austrália sendo o primeiro local a lançar o novo canal, em 3 de agosto de 2014.

### África

#### Africa do Sul
O canal foi lançado na África do Sul em 18 de outubro de 2015.

## Programação

### Programação atual

#### Programação original
- Banished

#### Programação adquirida
- Doctor Who (Temporadas 1-9)
- A Young Doctor's Notebook
- Burton & Taylor
- Dates
- DCI Banks (Temporada 4)
- Dead Boss
- Derek (Temporada 2)
- The Fall (Temporada 2)
- Father Brown (Temporada 4)
- Sherlock (Temporadas 2-3)